# Sacura speciosa
O anthias-de-cabeça-roxa (Sacura speciosa), também conhecido como sacura-da-Indonésia, é uma espécie de anthias do gênero Sacura, que pertence a subfamília Anthiinae e a família Serranidae. É um peixe de cores brilhantes, possuindo um corpo com a coloração avermelhada e amarela, além de possuir uma listra larga branca no meio do corpo, sua cabeça é a parte mais chamativa de toda a sua coloração, pois é um roxo brilhante e chamativo, além de possuir olhos azulados, com um contorno amarelo próximo as pupilas dos olhos. São nativos de recifes mesofóticos do Pacífico Ocidental Central.

## Etimologia
A etimologia de Sacura speciosa, vem da palavra japonesa "sakura" que significa cerejeira (referência da coloração rosa da espécie tipo do gênero, Sakuradai (Sacura margaritacea), "speciosa", vem do latim, que significa algo bonito ou esplendido, fazendo referência a sua coloração brilhante e chamativa. A localidade tipo desta espécie é a Baída Manado, em Sulawesi, Indonésia.

## Biologia
Grande parte de sua biologia é desconhecida, vive em recifes mesofóticos, próximo dos 150 m de profundidade.

## Distribuição
São nativos do Pacífico Ocidental Central, nas proximidades da Indonésia (Sulawesi) e recentemente encontrado nas Filipinas, possivelmente pode ser encontrado na Malásia e nos recifes profundos do Triângulo de Coral.